# 874-й штурмовой авиационный полк
874-й штурмово́й авиацио́нный Слуцкий Краснознамённый полк — авиационная воинская часть ВВС РККА штурмовой авиации в Великой Отечественной войне.

## Наименование полка
В различные годы своего существования полк имел наименования:
- 326-й авиационный полк ночных бомбардировщиков[1][2];
- 326-й ночной легкобомбардировочный авиационный полк[1];
- 874-й штурмовой авиационный полк[1][2];
- 874-й штурмовой авиационный Слуцкий полк[1][2];
- 874-й штурмовой авиационный Слуцкий Краснознамённый полк[1][2];
- 175-й гвардейский штурмовой авиационный Слуцкий Краснознамённый полк[1];
- 175-й гвардейский штурмовой авиационный Слуцкий Краснознамённый ордена Суворова полк[1];
- 830-й гвардейский штурмовой авиационный Слуцкий Краснознамённый ордена Суворова полк[1];
- 830-й гвардейский истребительно-бомбардировочный авиационный Слуцкий Краснознамённый ордена Суворова полк[1].

## История и боевой путь полка

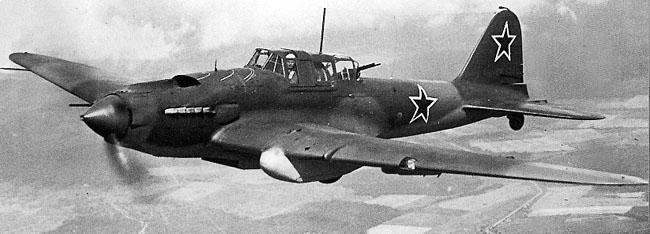
Штурмовик Ил-2 стоял на вооружении полка с мая 1942 года.

Сформирован как 326-й авиационный полк ночных бомбардировщиков 25 октября 1941 года в 10-м запасном авиационном полку Приволжского военного округа на ст. Каменка-Белицкая Пензенской области. В состав полка вошли опытные летчики, имевшие навыки полетов на малоскоростных самолётах типа У-2, Р-5, Р-Z и Р-10.
В составе 2-х эскадрилий был перебазирован на аэродром Балашов в состав Балашовской авиационной школы, где готовил лётный состав к полетам днем и ночью на самолётах Р-5. К 25 марта 1942 года полк в составе 20 экипажей был полностью подготовлен к ведению боевых действий днем и ночью на самолёте Р-5. 1 апреля на основании шифротелеграммы командующего ВВС Приволжского военного округа в соответствии с приказом Государственного комитета обороны полк переформирован и получил наименование 874-й штурмовой авиационный полк. В этот же день полк составом 2-х эскадрилий перебазирован в город Кинель-Черкассы Куйбышевской области в 5-й запасной авиаполк, где переучивается на Ил-2 до 5 июня 1942 года.
Полк имея в своем составе 20 самолётов Ил-2, 20 лётчиков и 97 человек технического состава убыл 5 июня на Воронежский фронт в состав 267-й штурмовой авиационной дивизии 2-й воздушной армии. При подлете к оперативному аэродрому Касторное и на посадке группа в 5 самолётов Ме-109 блокировала аэродром. Штурмовики полка впервые приняли воздушный бой.
6 июня полк перелетел на аэродром Землянск, где после нескольких дней подготовки приступил к боевой работе в составе вновь сформированной 267-й штурмовой авиационной дивизии. С июня полк в составе дивизии участвовал в Воронежско-Ворошиловградской оборонительной операции. В ходе этих боев дивизия потеряла 67 самолётов Ил-2. Полк также потерял 10 экипажей. «За плохое руководство» командир дивизии полковник Плещивцев Борис Ильич 8 августа 1942 года был снят с занимаемой должности.
Полк с 26 июня по 1 июля наносил удары по скоплениям войск и танков в районе Щигры — станция Кшень. С 9 июля по 18 сентября 1942 года полк наносил удары в районе Воронежа, Коротояка и Семилук. С 9 июля полк базировался на аэродроме Усмань, а затем на аэродроме Токарёвка, где получил пополнение в 10 самолётов и 10 летчиков. Полк первым во 2-й воздушной армии применил тактику нанесения удара по наземной цели с пикирования группой в 6 и 9 самолётов одновременно.
За успешные боевые действия на Воронежском фронте при освобождении части города Воронеж, городов Коротояк, Подклетное, Девица, Урыво-Покровское полк получил две благодарности командующего 2-й воздушной армии. Всего за время боевой работы на Воронежском фронте в период с 26 июня по 18 сентября 1942 года полк выполнил 252 боевых вылета, уничтожил: самолётов в воздухе — 1, на земле — 2; 165 танков, 105 автомашин, 104 бронемашины, 29 зенитных орудий, 5 вагонов, разрушено 3 переправы, 2315 солдат и офицеров. Свои потери составили 10 летчиков и 10 самолётов.
В конце октября полк убыл на доукомплектование в Куйбышев, где в течение ноября доукомплектовался ещё одной эскадрильей. В декабре полк перебазировался в состав 299-й штурмовой авиационной дивизии Резерва Ставки ВГК. Затем с 18 января 1943 года с дивизией вошел в состав 15-й воздушной армии Брянского фронта. На аэродроме Митягино полк тренировал личный состав. 25 января полк перебазировался на аэродром Рябинки и начал боевую работу в составе 299-й штурмовой авиационной дивизии 15-й воздушной армии Брянского фронта.
Полк наносил удары по скоплениям войск и танков в районе Касторное, Щигры, Дрозково, Змеевка, содействуя 13-й армии и прорыве полосы обороны противника в Воронежско-Касторненской операции. Всего за время боевой работы на Брянском фронте в период с 26 января по 12 марта 1943 года полк выполнил 95 боевых вылета, уничтожил: 18 танков, 246 автомашин, 53 повозки, 42 зенитных орудия, 16 вагонов, 1289 солдат и офицеров. Свои потери составили 4 летчика и 6 самолётов.
С 1 марта 1943 года полк вместе с дивизией вошел в состав 16-й воздушной армии Центрального фронта.  С 13 марта по 4 июля 1943 года полк наносил удары в районе городов Змеевка, Орёл и Кромы по скоплениям и резервам противника с аэродромов Телегино, Зыбино, Русский Брод, Выползово. Всего за время боевой работы на Центральном фронте в период с 13 марта по 4 июля 1943 года полк выполнил 143 боевых вылетов, уничтожил: 7 танков, 133 автомашины, 114 повозок, 24 зенитных орудия, 21 вагон, 1642 солдат и офицеров. Свои потери составили 4 летчика, 4 воздушных стрелка и 5 самолётов.
С 5 июля полк принимает участие в боях на орловско-курском направлении с аэродромов Измалково и Ребендер. Полк наносил удары в районе городов Малоархангельск, Протасово, Тросна, Поныри, Самодуровка, Орёл, Кромы, Гостомль, Чувардино, Крупышино. С 12 июля по 18 августа 1943 года принимал участие в Орловской стратегической наступательной операции «Кутузов». В ходе боев 8 июля молодой летчик младший лейтенант Баранов А. С., будучи подбит над целью, направил свой самолёт на группу танков, совершив огненный таран, уничтожив 4 танка. Всего за время боевой работы на Центральном фронте в период с 5 июля по 17 августа 1943 года полк выполнил 431 боевой вылет, уничтожил: 228 танков, 599 автомашины, 182 полевых орудия, 82 зенитных орудия, 8 вагонов, 4670 солдат и офицеров. Проведено 16 групповых и 8 индивидуальных воздушных боя, сбито 14 самолётов, подбито — 6. Свои потери составили 18 летчиков и 22 самолёта.
С 18 августа по 2 сентября 1943 года полк участвует в Брянской наступательной операции с аэродрома Радобеж. Взаимодействуя со 2-й танковой армией полк наносил удары по противнику в районах Шведчиковы, Ново-Ямское, Галчинский, Чемляш, в районе города Севска. Всего за время боевой работы в Севской операции полк выполнил 155 боевых вылетов, уничтожил: 3 танков, 147 автомашин, 2 полевых орудия, 13 зенитных орудия, 12 вагонов, 980 солдат и офицеров. Свои потери составили 1 летчик и 1 самолёт.
С 3 сентября 1943 года по 2 октября 1943 года полк участвует в Черниговско-Припятской операции, уничтожая противника в районах городов Нежин и Конотоп.
Всего за период с 13 марта по 19 ноября 1943 года полк выполнил 1340 боевых вылетов с налетом 1455 часов, при этом уничтожил и повредил: 23 самолёта на земле и в воздухе, 415 танков, 1433 автомашины, 115 бронемашин, 244 зенитных орудия, 331 полевое орудие, 93 вагона, 12899 солдат и офицеров. Свои потери составили 42 летчика и 49 самолётов.
21 ноября 1943 года полк представлен к присвоению звания гвардейский.
С 24 декабря 1943 года полк участвовал в Освобождении Правобережной Украины, с января 1944 года — в Калинковичско-Мозырской, Рогачевско-ЖлобинскОй (с 21 февраля 1944 года), Белорусской и Бобруйской (с 24 июня 1944 года) , Минской (с 29 июня 1944), Барановичской (с 5 июля 1944 года) и Люблин-Брестской (с 18 июля 1944 года) операциях.
874-му штурмовому авиационному полку за проявленные мужество и героизм в Белорусской операции при освобождении города Слуцк приказом Верховного главнокомандующего № 0180 от 5 июля 1944 года присвоено почётное наименование «Слуцкий». За образцовое выполнение заданий командования в боях с немецкими захватчиками, за овладение городами Седлец, Минск-Мазовецки и Луков и проявленные при этом доблесть и мужество Указом Президиума Верховного Совета СССР от 12 августа 1944 года полк награждён орденом Красного Знамени. Указ объявлен Приказом НКО СССР № 0289 от 30.08.1944 г.
874-й штурмовой авиационный Слуцкий Краснознамённый полк pа образцовое выполнение заданий командования и проявленные при этом мужество и героизм Приказом НКО № 0270 от 19 августа 1944 года переименован в 175-й гвардейский штурмовой авиационный Слуцкий Краснознамённый полк.
В составе действующей армии полк находился с 9 июня 1942 года по 23 октября 1942 года и с 18 января 1943 года по 19 августа 1944 года.

## В составе соединений и объединений
| Дата            | Фронт (округ)             | Армия                | Корпус                           | Дивизия                             | Примечания                      |
| --------------- | ------------------------- | -------------------- | -------------------------------- | ----------------------------------- | ------------------------------- |
| 25.10.1941 года | Приволжский военный округ | ВВС округа           | запасная авиационная бригада     | 10-й запасной авиационный полк      | -                               |
| 01.11.1941 года | Приволжский военный округ | ВВС округа           | Балашовская авиационная школа    | -                                   | -                               |
| 01.04.1942 года | Приволжский военный округ | ВВС округа           | Балашовская авиационная школа    | -                                   | полк переформирован в штурмовой |
| 01.04.1942 года | Приволжский военный округ | ВВС округа           | запасная авиационная бригада     | 5-й запасной авиационный полк       | -                               |
| 05.06.1942 года | Воронежский фронт         | 2-я воздушная армия  |                                  | 267-я штурмовая авиационная дивизия |                                 |
| 23.10.1942 года | Приволжский военный округ | ВВС округа           | запасная авиационная бригада     | 5-й запасной авиационный полк       | -                               |
| 08.11.1942 года | Резерв ВГК                |                      | 3-й штурмовой авиационный корпус | 299-я штурмовая авиационная дивизия |                                 |
| 18.01.1943 года | Брянский фронт            | 15-я воздушная армия |                                  | 299-я штурмовая авиационная дивизия |                                 |
| 01.03.1943 года | Центральный фронт         | 16-я воздушная армия |                                  | 299-я штурмовая авиационная дивизия |                                 |
| 20.10.1943 г.   | Белорусский фронт         | 16-я воздушная армия | -                                | 299-я штурмовая авиационная дивизия |                                 |
| 24.02.1944 г.   | 1-й Белорусский фронт     | 16-я воздушная армия | -                                | 299-я штурмовая авиационная дивизия |                                 |
| 05.04.1944 г.   | Белорусский фронт         | 16-я воздушная армия | -                                | 299-я штурмовая авиационная дивизия |                                 |
| 16.04.1944 г.   | 1-й Белорусский фронт     | 16-я воздушная армия | -                                | 299-я штурмовая авиационная дивизия |                                 |
| 03.07.19434 г.  | 1-й Белорусский фронт     | 6-я воздушная армия  | -                                | 299-я штурмовая авиационная дивизия |                                 |
| 30.07.1944 г.   | 1-й Белорусский фронт     | 16-я воздушная армия | -                                | 299-я штурмовая авиационная дивизия |                                 |
| 19.08.1944 г.   | 1-й Белорусский фронт     | 16-я воздушная армия | -                                | 299-я штурмовая авиационная дивизия |                                 |

## Командиры полка
- майор Карбинский Григорий Маркович[2].
- майор	Вялков Николай Иванович, 02.1943 - 06.1944 (по состоянию здоровья)
- майор Волков Михаил Георгиевич, с 06.1944 по 19.08.1944 г.

## Участие в операциях и битвах
- Воронежско-Ворошиловградская операция (1942) — с 6 июня по 24 июля 1942 года.
- Воронежско-Касторненская операция — с 24 января по 17 февраля 1943 года.
- Курская битва:
  - Орловская стратегическая наступательная операция «Кутузов» — с 12 июля по 18 августа 1943 года.
- Брянская наступательная операция - с 18 августа по 2 сентября 1943 года.
- Битва за Днепр:
  - Черниговско-Припятская операция — с 3 сентября 1943 года по 2 октября 1943 года.
- Гомельско-Речицкая наступательная операция — с 10 ноября 1943 года по 30 ноября 1943 года.
- Освобождение Правобережной Украины — с 24 декабря 1943 года по 17 апреля 1944 года.
- Калинковичско-Мозырская операция — с января 1944 года по февраль 1944 года.
- Рогачевско-Жлобинская операция — с 21 февраля 1944 года по 26 февраля 1944 года.
- Белорусская операция «Багратион»:
  - Бобруйская операция — с 24 июня 1944 года по 29 июня 1944 года.
  - Минская операция — с 29 июня 1944 года по 4 июля 1944 года.
  - Барановичская операция — с 5 июля 1944 года по 16 июля 1944 года.
  - Люблин-Брестская операция — с 18 июля 1944 года по 2 августа 1944 года.

## Благодарности Верховного Главнокомандующего
- За отличные действия по разгрому немецко-фашистских войск под Орлом 5 августа 1943 года полку объявлена благодарность[2].

Воинам полка в составе дивизии объявлены благодарности Верховного Главнокомандующего:
- За отличные действия по разгрому немецко-фашистских войск под Орлом 5 августа 1943 года полку объявлена благодарность[2].
- За отличие в боях при овладении крупным железнодорожным узлом и городом Нежин — важнейшим опорным пунктом обороны немцев на путях к Киеву[6].
- За отличие в боях при овладении областным и крупным промышленным центром Белоруссии городом Гомель — важным узлом железных дорог и мощным опорным пунктом обороны немцев на полесском направлении[7].
- За прорыв обороны немцев на бобруйском направлении, юго-западнее города Жлобин и севернее города Рогачев[8].
- За отличие в боях при овладении городом и крупной железнодорожной станцией Бобруйск — важным узлом коммуникаций и мощным опорным пунктом обороны немцев, прикрывающим направления на Минск и Барановичи[9].
- За отличия в боях при прорыве сильно укрепленной обороны противника и продвижении вперед, занятии более 400 населенных пунктов, в том числе крупных населенных пунктов Ратно, Малорыта, Любомль, Опалин и при выходе к реке Западный Буг[10].
- За отличие в боях при овладении городами Седлец, Миньск-Мазовецки и Луков — мощными опорными пунктами обороны немцев на подступах к Варшаве[11].

## Совершившиеогненный таранвражеских объектов
- 08.07.1943 г., лётчик младший лейтенант Баранов Александр Селиверстович.
- 10.08.1942 г., командир эскадрильи старший лейтенант Ракевич Максим Иванович.
- 23.08.1942 г., лётчик младший лейтенант Фирстов Николай Семенович	(орден Красного Знамени — 13.09.1942 г., посмертно)

## Книги по истории полка
- Сов. ком. ветеранов войны; Сост. Матвеев Н. П. Сб. материалов, сост. по документам из фондов Центр. арх. М-ва обороны СССР // Боевой путь 175-го гвардейского штурмового авиационного Слуцкого Краснознаменного ордена Суворова полка (874 ШАП). — М. : Б. и., 1985. — 387 с.: ил., 1 л. ил. с. — (Авиация штурмовая в Великой Отечественной войне 1941-1945 гг.).